# 萬年陵
万年陵，亦称汉太上皇陵、八角冢，是中国汉太上皇及其继妻太上皇后同茔异穴的合葬陵园。位于陕西省渭南市富平县城关街道姚村南2公里处。此地为富平县石川河南岸的荆山塬东端断塬与西安市阎良区的交界处。
陵墓封土呈覆斗形，夯筑。底方形，边长68米，高17米。有四条墓道，呈斜坡状，内填五花土，夯筑。东、西、南、北墓道各长82米、31米、34米、31米。坡度为14.5°、16°、12.5°、16.5°。太上皇后陵距汉太上皇陵120米。东西22米、南北26米、高8米。墓道一条，长41米，坡度22.5°。形制与汉太上皇陵相同。刘太公的元配妻子昭灵皇后葬于陈留小黄，并未合葬。《汉仪注》：高帝母兵起时死小黄北，后于小黄作陵庙。